# Borki Wielkie (gmina w województwie częstochowskim)
Borki Wielkie – dawna gmina wiejska istniejąca w latach 1945–1954 i 1973–1976 w woj. śląskim, opolskim i częstochowskim (dzisiejsze woj. opolskie). Siedzibą władz gminy był Borki Wielkie.
Jako polska jednostka administracyjna gmina Borki Wielkie zaczęła funkcjonować po II wojnie światowej (w grudniu 1945) w powiecie oleskim na terenie tzw. Ziem Odzyskanych (tzw. I okręg administracyjny – Śląsk Opolski), powierzonym 18 marca 1945 administracji wojewody śląskiego, a z dniem 28 czerwca 1946 przyłączonym do woj. śląskiego (śląsko-dąbrowskiego).
Według stanu z 1 stycznia 1946 gmina składała się z 4 gromad: Borki Wielkie, Bodzanowice, Bronice i Borki Małe. 6 lipca 1950 zmieniono nazwę woj. śląskiego na katowickie; równocześnie gmina Borki Wielkie wraz z całym powiatem oleskim weszła w skład nowo utworzonego woj. opolskiego.
Według stanu z 1 lipca 1952 gmina składała się z 4 gromad: Bodzanowice, Borki Małe, Borki Wielkie i Broniec. Gmina została zniesiona 29 września 1954 wraz z reformą wprowadzającą gromady w miejsce gmin.
Jednostkę reaktywowano 1 stycznia 1973 w tymże powiecie i województwie; w skład gminy weszły obszary 7 sołectw: Bodzanowice, Borki Małe, Borki Wielkie, Broniec, Kuczoby, Łomnica i Sowczyce.
1 czerwca 1975 gmina weszła w skład nowo utworzonego woj. częstochowskiego.
15 stycznia 1976 gmina została zniesiona, a jej obszar włączony do gmin Olesno (sołectwa: Borki Małe, Borki Wielkie, Broniec, Kuczoby, Łomnica i Sowczyce) i Przystajń (sołectwo Bodzanowice).